# ليون بيتس
ليون بيتس (بالإنجليزية: Leon Bates)‏ هو ملحن وعازف بيانو أمريكي، ولد في 3 نوفمبر 1949 في فيلادلفيا في الولايات المتحدة.

## وصلات خارجية
- ليون بيتس على موقع ميوزك برينز (الإنجليزية)
- ليون بيتس على موقع ديسكوغز (الإنجليزية)